# Конькобежный спорт на зимней Универсиаде 2023
Соревнования по конькобежному спорту в рамках зимней Универсиады 2023 года прошли с 15 января по 20 января 2023 года на открытом льду катка «Олимпийский каток имени Джеймса Б. Шеффилда» в Лейк-Плэсид, штат Нью-Йорк, США, который расположен на высоте 568 метров. Разыгрывалось 13 комплектов наград. В программу впервые вошла смешанная эстафета. На всех дистанциях были установлены рекорды катка. В соревнованиях участвовали спортсмены из 18 стран.

## Медальный зачёт
| Место          | Страна           | Золото | Серебро | Бронза | Всего |
| -------------- | ---------------- | ------ | ------- | ------ | ----- |
| 1              | Япония           | 5      | 6       | 3      | 14    |
| 2              | Республика Корея | 4      | 3       | 2      | 9     |
| 3              | Канада           | 2      | 0       | 4      | 6     |
| 4              | Польша           | 1      | 2       | 1      | 4     |
| 5              | Италия           | 1      | 2       | 0      | 3     |
| 6              | Германия         | 0      | 0       | 1      | 1     |
| 6              | Испания          | 0      | 0       | 1      | 1     |
| 6              | Чехия            | 0      | 0       | 1      | 1     |
| Всего стран: 8 | Всего стран: 8   | 13     | 13      | 13     | 39    |

## Призёры

### Мужчины
| Дистанция       | Золото                                               | Золото   | Серебро                                                    | Серебро | Бронза                                               | Бронза   |
| --------------- | ---------------------------------------------------- | -------- | ---------------------------------------------------------- | ------- | ---------------------------------------------------- | -------- |
| 500 метров      | Ватару Морисигэ Япония                               | 35,30    | Казуя Ямада Япония                                         | 35,84   | Марек Каня Польша                                    | 35,99    |
| 1000 метров     | Казуя Ямада Япония                                   | 1:12,38  | Тайё Нономура Япония                                       | 1:12,50 | Давид ла Ру Канада                                   | 1:12,57  |
| 1500 метров     | Тайё Нономура Япония                                 | 1:49,93  | Казуя Ямада Япония                                         | 1:50,08 | Мотонага Арито Япония                                | 1:50,42  |
| 5000 метров     | Рикардо Лорелло Италия                               | 6:53,22  | Даниэле Ди Стефано Италия                                  | 6:55,20 | Мотонага Арито Япония                                | 7:03,03  |
| Масс-старт      | Давид ла Ру Канада                                   | 60 очков | Даниэле Ди Стефано Италия                                  | 42 очка | Юбер Маркотт Канада                                  | 20 очков |
| Командная гонка | Япония · Мотонага Арито · Юто Танигаки · Казуя Ямада | 4:07,52  | Республика Корея · Ан Хён Джун · Чунг Ян Хун · Пак Сан Эон | 4:09,62 | Канада · Давид ла Ру · Юбер Маркотт · Джошуа Телизин | 4:11,28  |

### Женщины
| Дистанция       | Золото                                                 | Золото   | Серебро                                                | Серебро  | Бронза                                             | Бронза   |
| --------------- | ------------------------------------------------------ | -------- | ------------------------------------------------------ | -------- | -------------------------------------------------- | -------- |
| 500 метров      | Ким Мин Сон Республика Корея                           | 38,53    | Мо Кумагая Япония                                      | 39,41    | Пак Чэ Ын Республика Корея                         | 40,01    |
| 1000 метров     | Ким Мин Сон Республика Корея                           | 1:20,46  | Ига Войтасик Польша                                    | 1:21,78  | Пак Чэ Ын Республика Корея                         | 1:21,85  |
| 1500 метров     | Пак Чи У Республика Корея                              | 2:04,41  | Наталия Ябжик Польша                                   | 2:06,19  | Вероника Антошова Чехия                            | 2:06,63  |
| 3000 метров     | Лора Холл Канада                                       | 4:25,70  | Пак Чи У Республика Корея                              | 4:28,18  | Rose-Anne Grenier Канада                           | 4:29,10  |
| Масс-старт      | Мисаки Синно Япония                                    | 60 очков | Юка Такахаси Япония                                    | 40 очков | Йозефине Хаймер Германия                           | 20 очков |
| Командная гонка | Польша · Наталия Ябжик · Ольга Качмарек · Ига Войтасик | 3:22,10  | Республика Корея · Кан Су Мин · Ким Дон Хи · Пак Джи У | 3:25,35  | Япония · Махо Караи · Кокоро Морино · Мисаки Синно | 3:26,82  |

### Смешанная эстафета
| Эстафета           | Золото                                       | Золото  | Серебро                                 | Серебро | Бронза                                        | Бронза  |
| ------------------ | -------------------------------------------- | ------- | --------------------------------------- | ------- | --------------------------------------------- | ------- |
| Смешанная эстафета | Республика Корея · Ан Хён Джун · Ким Мин Сон | 3:10,84 | Япония · Котаро Касахара · Юка Такахаси | 3:12,03 | Испания · Александер Рессонико · Сара Кабрера | 3:12,14 |